# Twice as Far
"Twice As Far" là tập thứ mười bốn trong Phần 6 của series phim truyền hình The Walking Dead. Tập phim được phát sóng trên kênh AMC của Mỹ vào ngày 20 tháng 3 năm 2016. Khi phát sóng tại Mỹ, tập phim đã được 12,686 triệu người xem trong đó có 6,0 triệu người từ 18-49 tuổi.

## Nội dung tập
Sau những chuyện xảy ra ở tập trước, nhóm Rick quay trở về Alexandria và tiếp tục cuộc sống yên bình như trước đây. Một ngày mới bắt đầu khi Olivia đến kho thực phẩm để ghi chép lại số liệu đồ đang có. Cô mỉm cười khi thấy trên từng kệ đồ đều được lập kín bởi những lọ thức ăn có được từ Hilltop. Cha xứ Gabriel giờ đây ngoài công việc ở nhà thờ thì đã nhận thêm một nhiệm vụ mới là cầm súng đi tuần xung quanh. Eugene cũng thường xuyên tới nhận việc đứng canh gác ở cổng chính. Anh nhìn Sasha đang đứng trên chốt canh ngay cạnh đó và gật đầu chào cô. Morgan vẫn đang tập luyện Aikido như mọi khi. Còn Carol thì đang ngồi hút thuốc trên chiếc xích đu trước nhà, tay cầm chuỗi dây mân côi mà mình vừa có được và nhìn nó với vẻ trầm ngâm.
Lát sau, tại phòng giam của cộng đồng, Morgan đặt viên gạch cuối cùng lên buồng giam bằng đá do ông tự xây. Khi Rick đến và hỏi lý do rằng vì sao ông lại làm vậy, Morgan bèn đáp rằng: "Nó sẽ cho anh những sự lựa chọn trong lần tới".
Ngày hôm sau, những hoạt động như thường ngày lại tiếp diễn: Olivia tới để kiểm tra đồ trong kho thực phẩm, cha xứ Gabriel đi tuần, Eugene đến thay ca trực tại cổng chính, và Carol ngồi hút thuốc trước nhà. Tobin đi ngang qua và tặng cho Carol một nụ hôn trước khi lên đường đi làm việc.
Tại phòng của Rosita, cô đang mặc quần áo chỉnh tề để ra ngoài, trong khi Spencer vẫn đang nằm ngủ say trên giường.
Daryl kiểm tra chiếc xe mà mình vừa lấy lại được thì tìm thấy mô hình gỗ được khắc bởi Dwight - kẻ cướp xe & nỏ của anh trước đó. Carol đến ngồi bên cạnh và hỏi Daryl về hồi anh gặp nhóm của Dwight trong rừng. "Lẽ ra tôi nên giết họ" - Daryl nói. Sau đó, anh cũng hỏi Carol rằng nhóm của Paula đã làm gì cô và Maggie trong lúc họ bị giữ làm con tin. "Họ làm gì chúng tôi ư? Chẳng gì cả." - Carol đáp rồi bỏ đi.
Ngày tiếp theo đó, các hoạt động của những cư dân vẫn diễn ra như thường lệ. Carol tiếp tục ngồi trên xích đu hút thuốc và nhìn chuỗi dây mân côi cầm trên tay.
Trong khi đó, Denise đứng trên chốt canh cạnh cổng chính và nhìn theo Abraham đang cùng Eugene ra bên ngoài. Liếc mắt lại gần, cô trông thấy một xác sống đang bị mắc kẹt trong chiếc bẫy cọc bên ngoài bức tường Alexandria. Denise lôi một mảnh giấy trong túi ra đọc và có vẻ như đang chuẩn bị tinh thần cho việc gì đó.
Spencer đi theo Rosita và ngỏ lời mời cô ấy tới ăn tối cùng mình. Nhận thấy sự thờ ơ từ Rosita, anh liền hỏi rằng liệu cô có còn muốn tiếp tục mối quan hệ tình cảm mới giữa họ nữa hay không. Rosita đành đáp: "Được rồi, chúng ta sẽ cùng ăn tối".
Sau đó, Denise gọi Daryl và Rosita tới để đưa họ xem mảnh giấy có chứa bản đồ chỉ đường tới một tiệm thuốc gần đó, nơi có thể sẽ chứa rất nhiều thuốc y tế cần thiết cho cộng đồng. Khi Denise bày tỏ ý muốn được đi cùng, cả hai người kia đều cho rằng cô nên ở lại Alexandria. Tuy nhiên, Denise nhất quyết muốn được đi cùng vì cho rằng mình đã sẵn sàng để ra ngoài. Trước sự quyết tâm của Denise, Daryl và Rosita đành miễn cưỡng đồng ý đưa cô đi theo.
Cả ba người họ lên xe và rời khỏi Alexandria. Giữa đường đi, họ buộc phải dừng lại vì một cái cây đổ chắn ngang đường. Quyết định sẽ tiếp tục đi bộ, Rosita cho rằng họ nên đi theo một đường ray tàu hỏa gần đó để đến nơi nhanh hơn. Tuy nhiên, do lo ngại gặp nguy hiểm, Daryl quyết định đi theo đường rừng dù có thể sẽ mất gấp đôi thời gian. Denise bèn đi theo Daryl trong khi Rosita vẫn chọn đi theo con đường mà mình gợi ý.
Abraham và Eugene đang đi trong một con hẻm nhỏ tại một thị trấn bỏ hoang. Abraham nhận thấy rằng gần đây Eugene không chỉ thay đổi kiểu tóc mà còn tham gia vào nhiều hoạt động như gác cổng và học dùng vũ khí. "Tôi đã thay đổi để thích nghi. Tôi là một người sống sót" - Eugene khẳng định, mặc dù những lời này vẫn có vẻ không mấy thuyết phục đối với Abraham.
Do chọn đi con đường ngắn hơn, Rosita đã đến ngồi chờ sẵn khi mà Daryl và Denise tới nơi. Denise xin lỗi Rosita vì đã chọn đi cùng Daryl thay vì cô ấy. Cô vô tình gợi đến Abraham khi nói chuyện với Rosita và tỏ vẻ ái ngại. Tuy nhiên, Rosita đáp rằng kể từ bây giờ, Abraham cũng sẽ chỉ là một trong danh sách dài những cái tên từng lướt qua đời cô.
Trong khi đó, Eugene dẫn Abraham tới một cửa hàng máy móc. Anh cho rằng họ có thể sử dụng những thiết bị bỏ không ở đây cho việc sản xuất đạn súng, thứ mà sớm muộn sẽ trở thành "đơn vị tiền tệ" của thế giới mới này nhờ vào giá trị thực tế của nó. Một xác sống bất ngờ xuất hiện và tiến về phía họ, Eugene cản Abraham lại và bảo hãy để anh tự mình xử lý nó. Tuy nhiên, phần đầu của con walker được bao bọc bởi một lớp kim loại nóng chảy hiện đã đông cứng, khiến cho lưỡi má tấu của Eugene không thể đâm xuyên qua đó. Cuối cùng, Abraham đã phải ra tay kết liễu xác sống này. Eugene tỏ vẻ tức giận và nói rằng mình đã có thể tự xử lý được con walker mà không cần phải ai can thiệp. Anh cho rằng mình không còn cần đến sự giúp đỡ của Abraham giống như hồi "nhiệm vụ đến Washington" nữa. Nghe thấy vậy, Abraham bảo rằng vậy Eugene hãy tự tìm đường về nhà rồi bỏ đi khỏi đó.
Daryl, Rosita và Denise cuối cùng cũng tìm đến được tiệm thuốc kia. Sau khi kiểm tra độ an toàn, họ cậy cửa để vào bên trong. Trong lúc Daryl và Rosita đi thu thập các lọ thuốc trên từng kệ, Denise nghe thấy tiếng động vang lên từ một căn phòng gần đó. Một mình bước vào, cô phát hiện ra một xác sống nữ với một bên chân vẫn còn đang bó bột; trên tường là hàng loạt những từ "hush", và tại một bồn rửa mặt đầy máu gần đó, có một chiếc giầy em bé đang nổi lên. Cảm thấy kinh hãi, Denise vội vàng bỏ chạy ra khỏi tiệm thuốc và ngồi đợi bên ngoài. Cô lặng lẽ khóc và nhìn xuống chiếc móc khóa có tên "Dennis" mà mình vừa tìm thấy trong kia.
Xong việc và ra ngoài, Daryl và Rosita cố động viên tinh thần Denise bằng cách ghi nhận công lớn của cô cho việc đã tìm thấy tiệm thuốc này. Trên đường đi về, Denise kể rằng Dennis chính là tên anh trai song sinh của mình. Dennis là một người gan dạ nhưng cũng rất dễ nổi nóng, và theo cô đó là "một sự kết hợp nguy hiểm". Daryl liền đáp lại: "Có vẻ chúng ta có những người anh trai giống nhau đấy". Tới chỗ đường ray, anh quyết định sẽ về theo con đường ngắn mà Rosita đã chọn đi lúc nãy.
Trên đường tiếp tục đi, Denise phát hiện thấy một thùng giữ lạnh bên trong một chiếc xe. Cô tiến lại gần nhìn kỹ hơn thì bị giật mình bởi một xác sống bên trong đập tay lên cửa xe. Mặc cho lời khuyên của Daryl & Rosita rằng chiếc thùng đó không phải là thứ đáng để liều mạng, Denise vẫn tiến tới mở cửa và với tay vào trong cầm lấy nó. Cô bị con walker trong xe tóm lấy tay và giằng co với nhau một hồi. Khi hai người kia nhận thấy Denise gặp nguy hiểm và chạy tới định giúp đỡ, cô đã bảo họ ngừng lại và để tự mình giải quyết. Cầm dao đâm chết con walker xong, Denise mở chiếc thùng, lấy một lon soda ra và đi tiếp.
Khi Daryl & Rosita đi theo chỉ trích Denise vì việc liều mạng mình cho một lon nước, cô liền tức giận đáp lại rằng họ không hiểu cô đang nghĩ và muốn gì. Denise giải thích rằng cô muốn ra ngoài này để đối mặt với nỗi sợ hãi của mình, để khiến bản thân trở nên dũng cảm hơn. "Tôi nhờ anh đi cùng bởi vì anh gan dạ giống như anh trai tôi, và đôi khi anh tạo cho tôi cảm giác an toàn. Và tôi muốn cô ở đây là vì cô đang cô độc, có thể là lần đầu tiên trong cuộc đời cô" - Denise nói với Daryl & Rosita.
Trong lúc Denise tiếp tục đưa ra lời khuyên cho hai người kia rằng họ cũng cần phải học cách đối mặt với những khó khăn mà mình đang gặp phải, một mũi tên từ phía sau bất ngờ bay tới đâm xuyên qua đầu cô, giết chết Denise ngay lập tức. Daryl và Rosita giơ súng lên để đề phòng vừa lúc một toán quân The Saviors đến bao vây họ. Daryl nhận ra kẻ cầm đầu trong số chúng chính là Dwight - người đã cướp xe và nỏ của anh hồi ở trong rừng, cũng chính anh ta vừa dùng chiếc nỏ đó để bắn chết Denise. Hai người họ càng thêm lo lắng khi thấy Eugene đang bị chúng giữ làm con tin.
Dwight, với phần mặt bên trái giờ đây bị biến dạng do bỏng nặng, ra lệnh cho Daryl và Rosita dẫn chúng về nơi họ ở. Eugene chợt phát hiện ra Abraham đang nấp gần đó và nảy ra một ý. Anh nói với Dwight rằng có người của mình đang trốn ở quanh đó. Nhân lúc bọn chúng đang đi kiểm tra và sơ hở, Eugene lao tới cắn chặt vào giữa háng Dwight, khiến anh ta hét lên đau đớn. Chớp lấy cơ hội, Abraham giơ súng lên bắn chết vài thành viên của The Saviors, tạo đường thoát cho hai người kia. Daryl và Rosita chạy đến nấp sau chiếc xe gần đó và dùng súng phản công lại. Qua một hồi đấu súng giữa hai bên và thấy 8 người bên quân mình đã thiệt mạng, Dwight bèn ra lệnh rút quân và bỏ chạy cùng những tên còn lại. Sau đó, nhận thấy Eugene đã bị dính đạn trong cuộc đấu súng vừa rồi, Daryl, Abraham và Rosita vội vàng khiêng anh ấy trở về Alexandria.
Sau khi được chữa trị bằng số đồ y tế vừa có được, Eugene đã hồi phục trên giường bệnh tại bệnh xá cộng đồng. Abraham tới thăm và xin lỗi vì đã đánh giá thấp anh ấy. Tiếp theo đó, Abraham tới nhà của Sasha và nói rằng "Em từng nói rằng anh có nhiều sự lựa chọn. Và em cũng vậy". Sasha lặng nhìn một lúc rồi mời anh vào nhà của cô. Họ chính thức bắt đầu một mối quan hệ tình cảm.
Đưa được xác của Denise về để chôn cất, Daryl lấy chiếc móc khóa chữ "Dennis" của cô ấy cho vào túi mình và uống một ngụm rượu với vẻ tức giận. Carol, người đang đào hố chôn cất cùng anh chợt lên tiếng: "Anh đã đúng" (về việc lẽ ra nên giết vợ chồng Dwight lúc còn ở trong rừng).
Không lâu sau đó, Carol để lại một bức thư cho Tobin và lặng lẽ rời khỏi Alexandria trước khi trời sáng. Trong thư, cô nói rằng mình lựa chọn ra đi là vì muốn ngừng việc giết chóc lại. Việc những kẻ thù tìm đến Alexandria sẽ không bao giờ ngừng lại và điều đó khiến Carol cảm thấy mệt mỏi. Carol cầu xin mọi người hãy để mình ra đi và đừng mất công đi tìm cô lần nữa.
Một ngày mới lại đến tại Alexandria và các hoạt động lại diễn ra như thường lệ. Một vài cư dân đến kho vũ khí lấy súng để chuẩn bị cho khả năng nhóm của Dwight có thể tìm tới tấn công bất cứ lúc nào. Rosita đến nhận ca gác tại cổng chính thay cho Eugene trong khi Sasha từ trên nhìn cô ấy với vẻ ái ngại. Morgan trông về phía chiếc xích đu mà Carol từng hay ngồi, giờ đây đã trống vắng. Ông chợt suy nghĩ về điều gì đó.

## Diễn viên

### Diễn viên chính
- Andrew Lincoln vai Rick Grimes
- Norman Reedus vai Daryl Dixon
- Steven Yeun vai Glenn Rhee*
- Lauren Cohan vai Maggie Greene*
- Chandler Riggs vai Carl Grimes*
- Danai Gurira vai Michonne*
- Melissa McBride vai Carol Peletier
- Michael Cudlitz vai Abraham Ford
- Lennie James vai Morgan Jones
- Sonequa Martin-Green vai Sasha Williams
- Josh McDermitt vai Eugene Porter
- Christian Serratos vai Rosita Espinosa
- Alanna Masterson vai Tara Chambler*
- Seth Gilliam vai Gabriel Stokes
- Ross Marquand vai Aaron*
- Austin Nichols vai Spencer Monroe

### Diễn viên định kỳ
- Merritt Wever vai Denise Cloyd
- Jason Douglas vai Tobin
- Ann Mahoney vai Olivia
- Austin Amelio vai Dwight

*Không xuất hiện trong tập này

### Các diễn viên phụ khác
- Robert Walker-Branchaud vai Neil

## Cái chết trong tập
- Denise Cloyd
- Neil
- 7 thành viên khác của The Saviors

## Đánh giá
"Twice As Far" nhận được những phản ứng trái chiều từ giới phê bình. Trang Rotten Tomatoes có 59% trong số 29 bài đánh giá về tập phim mang tính tích cực. Nhận xét ngắn gọn mà trang này đưa ra là: ""Twice As Far" có một vài khoảnh khắc tiêu biểu, nhưng về tổng thể thì vẫn thiếu điểm nhấn và chiều sâu để bù đắp lại cho một cốt truyện lộn xộn, một cái chết vô nghĩa và một cái kết khó hiểu". Nhiều nhà phê bình cho rằng việc để Denise Cloyd chết là một quyết định không đúng đắn do nhân vật này vẫn còn nhiều tiềm năng phát triển, cũng như đồng tình rằng việc Carol quyết định rời khỏi Alexandria không thực sự hợp lý.

## Bên lề
- Lần đầu tiên xuất hiện của: Neil
- Tên của tập phim - "Twice As Far" đến từ lời nói của Rosita với Daryl khi anh ấy chọn đi một con đường xa gấp đôi con đường thông thường: "That twice as far".
- Một số cảnh của Chương 98 truyện tranh được đưa vào trong tập phim này bao gồm:
  - Abraham và Eugene bàn về việc sản xuất đạn.
  - Dwight dùng nỏ bắn chết một người (trong truyện là Abraham).
  - Dwight và đồng bọn bắt Eugene làm con tin để đe dọa những người cùng nhóm anh ấy.
  - Eugene cắn vào chỗ nhạy cảm của Dwight để tạo cơ hội cho phe mình phản đòn.
- Dwight xuất hiện trở lại kể từ lần cuối trong tập "Always Accountable", với khuôn mặt bị biến dạng một bên do vết bỏng đúng như phiên bản truyện tranh của nhân vật này.
  - Lớp hóa trang trên khuôn mặt của nam diễn viên thủ vai - Austin Amelio đã phải mất hơn 1 tiếng để hoàn thành.
- Cảnh mà Sasha mời Abraham vào nhà được dựa theo cảnh tương tự của Holly và Abraham trong Chương 87 của truyện.
- Bài hát được sử dụng trong tập phim là "Chapel" của Nicole Dollanganger.
- Tập phim đánh dấu lần xuất hiện thứ 25 của nam diễn viên Michael Cudlitz và nhân vật Abraham Ford của anh.
- Merle, anh trai của Daryl lần đầu được nhắc tới kể từ sau tập "Still" của Phần 4.
- Trong cảnh đấu súng giữa hai bên, tất cả những gì mà các diễn viên nghe thấy chỉ là tiếng click của cò súng cùng vài tiếng vỗ tay minh họa của các thành viên đoàn làm phim đứng bên ngoài. Tiếng súng đã được thêm vào sau đó khi đến công đoạn chỉnh sửa (edit) cảnh để đưa vào tập phim.
- Người đóng vai xác sống có ngoại hình giống Carol trong tập này chính là diễn viên đóng thế của Melissa McBride.

## Lỗi phim
- Khi Denise lấy chiếc thùng giữ lạnh và giằng co với xác sống bên trong chiếc xe, khiến chiếc thùng bị rơi xuống, vị trí rơi ban đầu của nó rất gần cô. Tuy nhiên khi chuyển sang cảnh tiếp theo, chiếc thùng đã ở một vị trí khác xa Denise hơn nhiều.
- Denise rút một cây mã tấu ra để chuẩn bị tự vệ và cũng dùng nó để đâm con walker bên trong chiếc xe. Tuy nhiên khi cô đứng dậy, cây mã tấu trong tay đã được thay bằng một con dao.
- Denise mở chiếc thùng giữ lạnh để lấy ra một dây 5 lon soda và lấy đi 1 lon. Tuy nhiên khi chuyển sang cảnh tiếp theo, chỉ còn 3 lon soda trong chuỗi dây và 1 lon trên tay cô.